# Ozonolyse
Die Ozonolyse, auch Harries-Reaktion, ist eine Reaktion aus dem Bereich der Organischen Chemie. Der Name leitet sich aus dem verwendeten Ozon (O3) und dem ausschlaggebenden Reaktionsschritt ab: der Zerstörung/Auflösung (Lyse) einer Kohlenstoff-Kohlenstoff-Doppelbindung. Dieses Verfahren wurde von Carl Dietrich Harries 1904 entdeckt und 1905 publiziert.
Ein Resultat der Ozonolyse ist die Ozonrissbildung in Elastomeren und Kautschuken, die durch Verwendung von Ozonschutzmittel verhindert werden soll.
R ist ein Organylrest (z. B.  Alkylrest) oder ein Wasserstoffatom. Je nach Aufarbeitung erhält man aus dem Alken als Produkte Carbonylverbindungen (insbesondere Ketone, Aldehyde), Alkohole oder Carbonsäuren. Durch die Analyse der Produkte sind Rückschlüsse über die Struktur des Ausgangsstoffes möglich. Auf diese Art wurde früher – ohne moderne Methoden wie NMR-Spektroskopie – Strukturaufklärung betrieben.
Andere Oxidationsverfahren für Doppelbindungen arbeiten mit Osmiumtetroxid, Kaliumpermanganat oder Chromverbindungen. Im Gegensatz zu diesen Methoden wird bei der Ozonolyse nicht nur die π-Bindung, sondern zusätzlich auch noch die σ-Bindung gebrochen.
Der dreistufige Mechanismus der Ozonolyse wurde 1949 durch Rudolf Criegee aufgeklärt, dessen Namen deshalb auch manchmal mit der Ozonolyse verbunden wird.

## Reaktionsbedingungen und Mechanismus

Carbonyloxid (Criegee Zwitterion); R = Organylrest (z. B. Alkylrest)

Diese Reaktion funktioniert besonders gut bei tiefen Temperaturen. Häufig verwendete Lösungsmittel sind Methanol, Ethylacetat und  Dichlormethan.
Mechanistisch wird im ersten Schritt das polare Ozon über eine 1,3-dipolare Cycloaddition an das Alken addiert. Es bildet sich dabei das so genannte Primärozonid (auch Molozonid genannt). Dieses zerfällt durch Bruch der C-C-Bindung und einer der beiden O-O-Bindungen im Ozon (Cycloreversion) in eine Carbonylverbindung und ein Carbonyloxid, das außerordentlich instabil ist und nur intermediär auftritt. Diese bilden wieder durch 1,3-dipolare Cycloaddition das so genannte Sekundärozonid. Wird die Reaktion in Methanol durchgeführt, kann das Carbonyloxid zu einem Hydroperoxid reagieren, in Dichlormethan ist eine Dimerisierung zu einem 1,2,4,5-Tetroxan möglich.
Präparativ kann man entweder unter oxidativen oder unter reduktiven Bedingungen aufarbeiten. Auch der Erhalt der Oxidationsstufe der beiden Primärprodukte ist denkbar. Mit Natriumborhydrid oder Lithiumaluminiumhydrid werden primäre bzw. sekundäre Alkohole, mit Dimethylsulfid, Triphenylphosphin oder Zink (unter sauren Bedingungen) Aldehyde bzw. Ketone, mit Wasserstoffperoxid Carbonsäuren bzw. Ketone.
Ein Alken [R = Organylrest (z. B.  Alkylrest)] 1 reagiert mit Ozon unter Bildung eines Primärozonids 2. Dieses zerfällt in eine Carbonylverbindung 4 und ein Carbonyloxid 3. Diese bilden unter Cycloaddition ein Sekundärozonid 5.
Unter reduzierenden Bedingungen mit z. B. Dimethylsulfid entstehen zwei Ketone 6. Würde man einen/alle Organylreste [R] durch Wasserstoff ersetzen, so entstünden zusätzlich/ausschließlich Aldehyde. Unter Verwendung von Chrom(IV)-oxid oder H2O2 und NaOH entstehen statt den Ketonen zwei Carbonsäuren. Unter Verwendung von NaBH4 entstehen zwei Alkohole.
Unter bestimmten Bedingungen kommt es bei der Ozonierung nicht zur Bildung von Primärozoniden, sondern von Epoxiden, insbesondere dann, wenn an der Doppelbindung sperrige Substituenten vorhanden sind. Diese Epoxide können sich zu Aldehyden umlagern, die durch weitere Oxidation zu Carbonsäuren mit einem unveränderten Kohlenstoffgerüst führen. Ebenfalls ist eine Reaktion vom Typ einer Baeyer-Villiger-Reaktion möglich.

## Anwendung
Die Ozonolyse wird als Teilschritt in der Totalsynthese von einigen pharmazeutisch relevanten Stoffen verwendet, wie z. B. Artemisinin, Indolizidin 251F, D,L-Camptothecin und 24(S)-Hydroxyvitamin D2. In großtechnischen Synthesen kommt die Ozonolyse bei der Herstellung von Ceftibuten und Cefaclor oder Oxandrolon zum Einsatz.